# Alexandr Karapetian
Alexandr Karapetian (en armenio: Ալեքսանդր Կարապետյան; Leninakán, URSS, 17 de agosto de 1970) es un deportista armenio que compitió en halterofilia.
Ganó una medalla de plata en el Campeonato Mundial de Halterofilia de 1995 y una medalla de bronce en el Campeonato Europeo de Halterofilia de 1995, ambas en la categoría de 91 kg.

## Palmarés internacional
| Campeonato Mundial | Campeonato Mundial | Campeonato Mundial | Campeonato Mundial |
| Año                | Lugar              | Medalla            | Categoría          |
| ------------------ | ------------------ | ------------------ | ------------------ |
| 1995               | Cantón (China)     | Medalla de plata   | 91 kg              |
| Campeonato Europeo |                    |                    |                    |
| Año                | Lugar              | Medalla            | Categoría          |
| 1995               | Varsovia (Polonia) | Medalla de bronce  | 91 kg              |